# متحف المزار الإسلامي
يقع متحف المزار الإسلامي في لواء المزار الجنوبي بالقرب من موقع معركة مؤتة على بعد 140 كم في جنوب العاصمة الأردنية مدينة عمّان، وهو تابع لوزارة الأوقاف والشؤون والمقدسات الإسلامية في الأردن.
يعد متحف المزار الإسلامي أول متحف إسلامي في الأردن. افتتحه عام 1973 الملك الحسين بن طلال، يضم مجموعة من التحف الأثرية الإسلامية النادرة التي تمثل حقب التاريخ الإسلامي التي تعاقبت على المنطقة.

## عمارة المتحف
يمثل المتحف نموذجاً للطراز المعماري الإسلامي من حيث الجدران الحجرية العريضة والأبواب والسطوح المقنطرة التي أُرِّخت للحقبة المملوكية (727هـ/1426م) وفق ما يشير إليه النقش البارز على الشاهدة الحجرية المثبتة على البوابة الرئيسة لمبنى المتحف.

## المعروضات
يحتوي المتحف على مجموعة من البلاطات الرخامية التي عُثر عليها في ضريح الصحابي جعفر بن أبي طالب أحد قادة معركة مؤتة منقوش عليها بالخط الكوفي آية قرآنية ونقوش حجرية ومجموعة من التحف الإسلامية كالأساور المعدنية والزجاجية والخواتم وعقود الزينة المصنوعة من الخرز وحب المرجان. كما تعرض فيه مجموعة من الكؤوس الزجاجية والأواني الفخارية
```
والسيوف ورؤوس الحِراب وحجارة المنجنيق التي تعود إلى العصور الأيوبية والمملوكية والتركية. ومن معروضاته بقايا للمصحف الشريف مكتوبة على الجلد، ومصحف كريم كُتب بخط اليد يعود إلى العام 1269 هجري.
```

من المعروضات صور فوتوغرافية ومجسمات قديمة لمواقع إسلامية، وصورة لمسجد الحرم الإبراهيمي ومنبر صلاح الدين ومقام سيدنا إبراهيم الخليل، وللمساجد الإسلامية القديمة، ومقامات وأضرحة الصحابة، وصوراً توثيقية للإعمار الهاشمي لمقامات الصحابة وأضرحتهم في الأردن، وأخرى لموقع الحميمة التي انطلقت منها الدعوة العباسية.

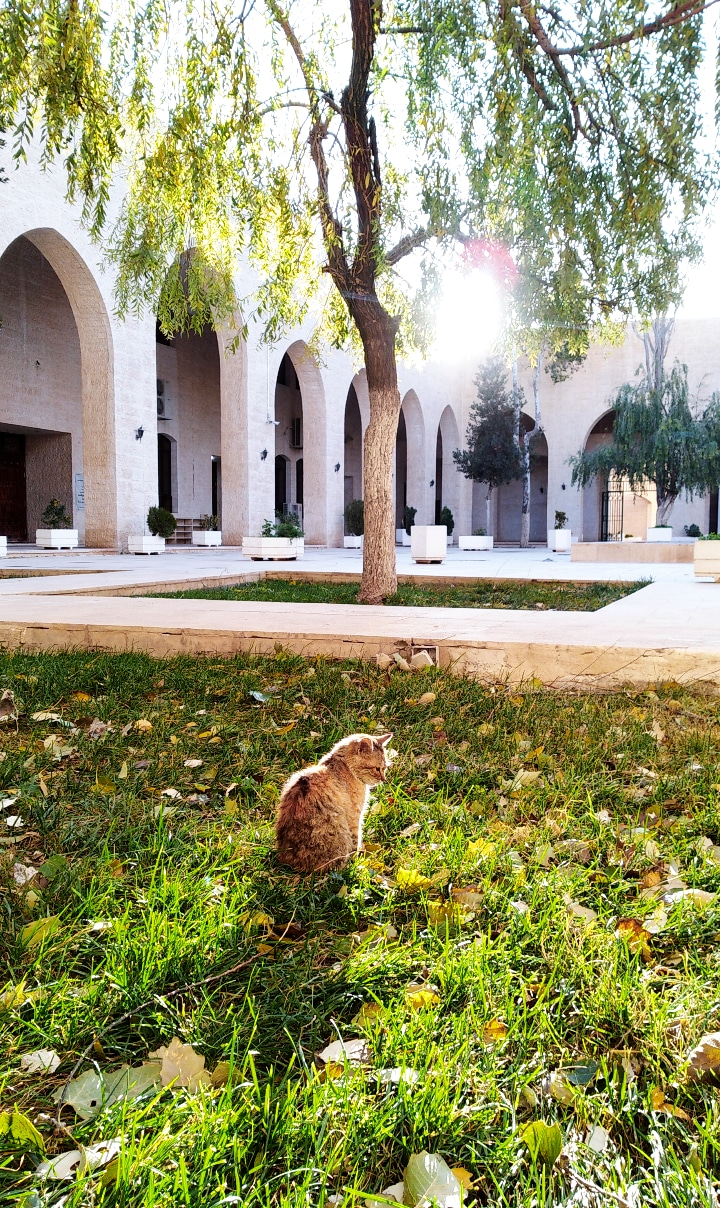